# Игра на късмета
Игра на късмета (на турски: Baht Oyunu) е един от най-гледаните летни турски сериали през 2021 година. Режисурата е поверена на Сердар Гюзелекли, а сценария на Еркан Биргьорен и Елиф Туна Кияги.

## Сюжет
Ада е младо момиче, което вярва, че ако бъде изоставена от първата си любов ще бъде нещастна завинаги, като жените по майчина линия. Докато се опитва да избяга от семейната си съдба, Ада се влюбва в Рюзгяр, студент в университета на Ада от Албания. Той е заплашен от депортиране. Вярвайки че Рюзгяр е първата ѝ любов, Ада му предлага брак и те сключват фалшив брак, за да предотвратят депортирането му. Тя мечтае за щастлив брак с Рюзгяр. За съжаление всички мечти на Ада са разрушени, когато вижда, че Рюзгяр се целува с колежката си-Тууче. Ада иска да върне първата си любов, затова Ада решава да започне работа във фирмата на Рюзгяр, като асистенка на шефа на компанията-Бора. Дали Ада ще върне любовта си, ще разберете, ако гледате сериала. 

## Актьорски състав
Джемре Байсел-Ада Тюзюн
Айтач Шешмаз-Бора Доурусуз
Идрис Неби Ташкан-Рюзгяр Акджан
Аслъ Сюмен-Тууче Дикман
Ханде Субаши-Нергиз Шанин
Алтан Еркекли-Зафер Доурусуз
Фунда Илхан-Белма Доурусуз
Тууба Чом Макар-Ясемин Тюзюн
Анил Челик-Али Доурусуз
Ирем Юк-Селин Доолу
Емрах Бен-Аслан Шахин
Суудем Гюзалир-Паръл Калели
Азра  Аксу-Елиф Чамли
Мира Атагюл-Мелтем

## Излъчване
| Сезон | Епизоди | Начало на сезона | Край на сезона   | ТВ сезон | ТВ канал | Ден на излъчване |
| ----- | ------- | ---------------- | ---------------- | -------- | -------- | ---------------- |
| 1     | 17      | 15 Юни 2021      | 12 Октомври 2021 | 2021     | Kanal D  | Вторник          |